# Gábor Sztehlo

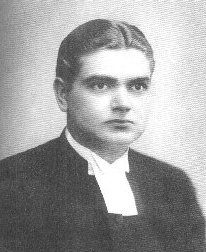
Gábor Sztehlo

Gábor Sztehlo (* 25. November 1909 in Budapest, Österreich-Ungarn; † 28. Mai 1974 in Interlaken, Schweiz) war ein ungarischer lutherischer Geistlicher, Erzieher und Freimaurer. Er rettete während der nationalsozialistischen Herrschaft in Ungarn knapp 1.600 Juden, mehrheitlich Kinder, vor dem Holocaust.

## Leben
Sztehlo wurde als Sohn des Rechtsanwalts László Aladár und Mária Jozefa Haggenmacher geboren und bekleidete nach seinem Theologiestudium in Sopron und einem Auslandsjahr in Finnland ab 1932 diverse Pfarrstellen in Ungarn. Seine 1938 initiierte Volkshochschulbewegung hatte die Ausbildung der jugendlichen Landbevölkerung zum Ziel; sie wurde jedoch nach Beginn des Zweiten Weltkriegs unterdrückt. Im Frühling 1944 begann Sztehlo im Auftrag seines lutherischen Bischofs Sándor Raffay (1866–1947) mit der organisierten Rettung Kinder jüdischer Abstammung, die aufgrund der Besetzung Ungarns durch Hitlerdeutschland den Säuberungswellen schutzlos ausgeliefert waren. Zur selben Zeit versteckte die ungarische Ordensgemeinschaft von Margit Slachta bedrohte Juden in ihren katholischen Einrichtungen.
Bis Weihnachten 1944 lancierte er die Unterbringung und Betreuung von jüdischen Kindern in 32 Häusern seiner Verwandten und Freunde in Buda und mit Hilfe der lutherischen Kirche in Pest. Sztehlos Rettungsaktion wurde vom Guter Hirte-Komitee, einem Verein protestantischer Kirchen, dem Roten Kreuz und Schweizer Botschaftern maßgeblich unterstützt; er selbst stellte über 1.540 jüdischen Kindern gefälschte Taufscheine aus, um sie vor der Ermordung zu retten. Nach der Schlacht um Budapest und der Einnahme der Stadt durch die Rote Armee nahm Sztehlo 33 Kinder in sein Haus auf, nachdem die meisten Refugien durch die Kampfhandlungen zerstört wurden.
Nach Ende des Zweiten Weltkriegs stand die Familienzusammenführung und die Sorge um die Waisenkinder des Holocaust im Zentrum seiner Organisation. Dazu gründete Sztehlo die Gaudiopolis, woraus sich von 1945 bis 1951 eine selbst verwaltete Jugendrepublik im Nachkriegs-Budapest entwickelte. Ab 1946 ist seine Mitgliedschaft in einer Loge der ungarischen Freimaurerei nachweisbar, die ihn 1949 zum zweiten stellvertretenden Vorgesetzten wählte. 1950 veranlasste der kommunistische Diktator Mátyás Rákosi die Verstaatlichung der Gaudiopolis sowie der PAX Stiftung, die weitgehend mit Hilfe der Schweizer Freimaurerloge Alpina eine finanzielle Unabhängigkeit garantierte. 1951 gründete Sztehlo mehrere Pflegeheime für Behinderte, Einrichtungen der Diakonie sowie Altenheime, um die soziale Notlage in Ungarn zu lindern.
Sztehlo war mit Ilona Sztehlo verheiratete, die mit den beiden Kindern Gábor und Ildiko in einem der Kinderheime lebte. Nach der Niederschlagung des Ungarischen Volksaufstands flüchtete sie in die Schweiz. 1961 erlitt Sztehlo während des ersten Familienbesuchs einen Herzinfarkt, nachdem er eine Sondererlaubnis zur Ausreise beantragt hatte. Dem Rat seiner Ärzte folgend, die auf die bessere Gesundheitsversorgung in der Schweiz hinwiesen, kehrte Sztehlo nicht mehr nach Ungarn zurück. Er unterhielt jedoch regen Briefwechsel mit seinen ehemaligen Schützlingen und wirkte fortan als Pastor in Hohfluh-Hasliberg und Interlaken bis zu seinem Tod 1974. Seine Asche ruht auf dem Friedhof Farkasréti temető in Budapest.
1972 wurde Sztehlo in die Liste der Gerechten unter den Völkern von Yad Vashem aufgenommen.

## Veröffentlichungen
- In Gottes Hand. Die Rettung jüdischer Kinder in Budapest 1944/45. Martin-Luther-Bund, 2020, ISBN 978-3-87513-198-7.